# مستشفى المسلة التخصصي
مستشفي المسلة التخصصي هي مستشفى حميات في أسوان، مصر.

## الوصف
مستشفى المسلة، وتبلغ مساحته 6500 متر مربع، ويتكون من 3 مبانٍ رئيسية تشمل (الحميات الرئيسية، الفيروسات الكبدية، العيادات الخارجية) بطاقة استيعابية 64 سرير، ما بين (إقامة، عناية مركزة، عزل)، بتكلفة إجمالية 182 مليونا و783 ألف جنيه.
الهيكل الوظيفي للمستشفى يضم أقسام (الطوارئ، العناية المركزة، المعامل، الأشعة، المناظير، العزل، الإقامة الداخلية، العيادات الخارجية، الصيدلية المركزية)، كما تفقد الأقسام الداخلية، للاطمئنان على مستوى تجهيزاتها الطبية وغير الطبية.